# Lacrime d'amore (film 1970)
Lacrime d'amore è un film del 1970 diretto da Mario Amendola.

## Trama
Un cantante inglese di grido, Reg, è sposato con Paola. Per motivi professionali la sua agente gli impone di non rivelare all'esterno il suo matrimonio. Per questo motivo Reg può vedere la moglie di tanto in tanto, ma comincia a nutrire dei dubbi sulla sua fedeltà coniugale.
Poi accade qualcosa di strano con una valigia piena di eroina.

## Curiosità
- La partita di calcio a cui assistono alcuni protagonisti è Inter-Roma del 1º febbraio 1970, terminata 2-0.[1]